# Mithridates III của Pontos

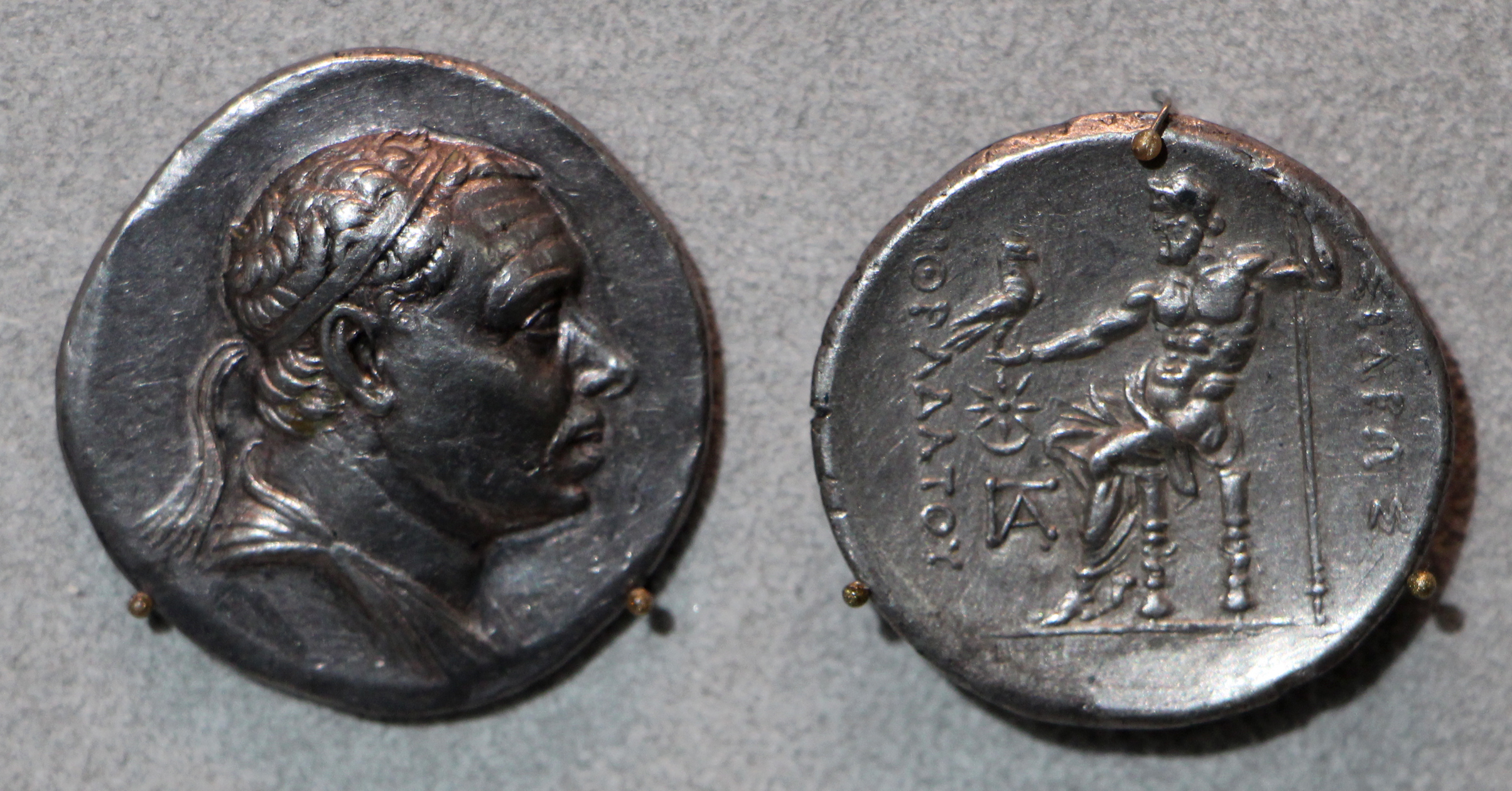
Tetradrachm di Mithridates III of Pontus

Mithridates III (Tiếng Hy Lạp: Mιθριδάτης) là vị vua thứ tư của vương quốc Pontus, có lẽ là con trai Mithridates II. Ông có thể đã cai trị trong khoảng thời gian bấp bênh từ giữa 220 TCN và 183 TCN. Không có gì được biết về ông ngoài những năm được trích dẫn bởi vì vương quốc Pontus đã biến mất trong lịch sử thời gian này.Ông dường như xuất hiện trong những cuộc tranh cãi của các nhà lịch sử.ngay cả trong các tác phẩm của Appian để xác định vua Mithridates Eupator là người thứ 8 của dòng họ và là thứ sáu của triều đại cùng mang tên như vậy